# Vincetoxicum nanum
Vincetoxicum nanum är en oleanderväxtart som först beskrevs av Buch.-ham. och Robert Wight, och fick sitt nu gällande namn av S. Liede. Vincetoxicum nanum ingår i släktet tulkörter, och familjen oleanderväxter. Inga underarter finns listade i Catalogue of Life.